# Обвиняемый
Обвиняемым в уголовно-процессуальном праве РФ называется один из основных субъектов уголовного процесса. Это лицо, в отношении которого ведётся уголовное преследование с того момента, как обвинение в совершении преступления официально сформулировано и оформлено в виде соответствующего документа. Этим документом может быть либо постановление о привлечении данного лица в качестве обвиняемого либо обвинительный акт.
Часть 1-я статьи 47 Уголовно-процессуального кодекса РФ так и определяет обвиняемого: это лицо, в отношении которого вынесены постановление о привлечении данного лица в качестве обвиняемого либо обвинительный акт.
Любой из этих документов должен содержать описание преступления (место, время, способ совершения преступления, мотивы и др.) с указанием соответствующих статей Уголовного кодекса. Наличие двух вариантов связано с тем, что предварительное расследование производится в одной из двух форм. Если оно производится в форме предварительного следствия, то обвинение формулируется в виде постановления о привлечении в качестве обвиняемого, которое выносит следователь. Если же оно производится в форме дознания, — то в виде обвинительного акта, который выносит дознаватель.
До того, как стать обвиняемым, лицо могло иметь статус подозреваемого.
Часть 2 статьи 47 УПК РФ устанавливает, что «Обвиняемый, по уголовному делу которого назначено судебное разбирательство, именуется подсудимым. Обвиняемый, в отношении которого вынесен обвинительный приговор, именуется осужденным. Обвиняемый, в отношении которого вынесен оправдательный приговор, является оправданным».

## Основные сведения
Обвиняемый является основным носителем права на защиту. Его права и обязанности сходны с правами и обязанностями подозреваемого. Однако обвиняемый наделён большими правами, связанными с его продолжительным участием в процессе, в том числе в судебном производстве.
Если обвиняемый не владеет или недостаточно владеет языком, на котором ведётся судопроизводство, он имеет право бесплатно пользоваться помощью переводчика.
Ч. 4 ст. 47 УПК РФ определяет основные права обвиняемого:
1. знать, в чем он обвиняется;
2. получить копию постановления о привлечении его в качестве обвиняемого, копию постановления о применении к нему меры пресечения, копию обвинительного заключения или обвинительного акта;
3. возражать против обвинения, давать показания по предъявленному ему обвинению либо отказаться от дачи показаний. При согласии обвиняемого дать показания он должен быть предупрежден о том, что его показания могут быть использованы в качестве доказательств по уголовному делу, в том числе и при его последующем отказе от этих показаний, за исключением случая, предусмотренного пунктом 1 части второй статьи 75 настоящего Кодекса;
4. представлять доказательства;
5. заявлять ходатайства и отводы;
6. давать показания и объясняться на родном языке или языке, которым он владеет;
7. пользоваться помощью переводчика бесплатно;
8. пользоваться помощью защитника, в том числе бесплатно в случаях, предусмотренных настоящим Кодексом;
9. иметь свидания с защитником наедине и конфиденциально, в том числе до первого допроса обвиняемого, без ограничения их числа и продолжительности;
10. участвовать с разрешения следователя в следственных действиях, производимых по его ходатайству или ходатайству его защитника либо законного представителя, знакомиться с протоколами этих действий и подавать на них замечания;
11. знакомиться с постановлением о назначении судебной экспертизы, ставить вопросы эксперту и знакомиться с заключением эксперта;
12. знакомиться по окончании предварительного расследования со всеми материалами уголовного дела и выписывать из уголовного дела любые сведения и в любом объеме;
13. снимать за свой счет копии с материалов уголовного дела, в том числе с помощью технических средств;
14. приносить жалобы на действия (бездействие) и решения дознавателя, следователя, прокурора и суда и принимать участие в их рассмотрении судом;
15. возражать против прекращения уголовного дела по основаниям, предусмотренным частью второй статьи 27 настоящего Кодекса;
16. участвовать в судебном разбирательстве уголовного дела в судах первой, второй и надзорной инстанций, а также в рассмотрении судом вопроса об избрании в отношении его меры пресечения и в иных случаях, предусмотренных пунктами 1 — 3 и 10 части второй статьи 29 настоящего Кодекса;
17. знакомиться с протоколом судебного заседания и подавать на него замечания;
18. обжаловать приговор, определение, постановление суда и получать копии обжалуемых решений;
19. получать копии принесенных по уголовному делу жалоб и представлений и подавать возражения на эти жалобы и представления;
20. участвовать в рассмотрении вопросов, связанных с исполнением приговора;
21. защищаться иными средствами и способами, не запрещенными настоящим Кодексом.